# João Carlos Rodrigues de Azevedo
João Carlos Rodrigues de Azevedo (Amares, Dornelas, Casa de Pinheiros, 2 de Dezembro de 1873 - ?) foi um político português.

## Biografia
Filho de José Carlos Pereira de Sousa Azevedo (Amares, Dornelas, Casa de Pinheiros, 11 de Julho de 1843 - Dornelas, Amares, Casa de Pinheiros, 24 de Junho de 1897), 10.º Senhor do Morgado da Casa de Pinheiros e Substituto do Juiz de Direito em Amares, e de sua mulher (1870) Maria Angelina Rodrigues de Oliveira (Vila Verde, São Pedro de Valbom - Amares, Dornelas, Casa de Pinheiros, 29 de Novembro de 1902).
Formou-se em Medicina na Faculdade de Medicina da Universidade Católica de Lovaina em 1900, repetindo os actos de formatura na Faculdade de Medicina da Universidade de Coimbra no ano seguinte, em 1901.
Foi Vereador da Câmara Municipal de Amares em 1901, sendo eleito Deputado à Assembleia Nacional Constituinte de 1911, pelo Círculo Eleitoral de Barcelos.
Casou com Abelina Rosa Amélia Fernandes (? - Amares, Dornelas, Casa do Monte).